# イフシード朝

イフシード朝
الإخشيديون

イフシード朝の版図

イフシード朝（アラビア語 : الإخشيديون al-Ikhshīdīyūn）は、エジプトを支配したイスラム王朝（935年 - 969年）。

## 概要
エジプトは9世紀にアッバース朝のエジプト総督が独立して興したトゥールーン朝が905年に滅ぼされ、アッバース朝の支配が回復していたが、その直後より909年に西のイフリーキヤ（現チュニジア）で興ったファーティマ朝の侵攻に悩まされることとなった。スンナ派を代表するアッバース朝はファーティマ朝のイスマーイール派勢力の東進を防ぐため、バグダードからテュルク系のマムルーク軍人を送り込み、エジプトの防衛にあたった。
イフシード朝の始祖ムハンマド・ブン・トゥグジュはアッバース朝のエジプト守備隊の軍人で、935年にエジプト総督に任命されてエジプトの実権を掌握し、アッバース朝から半独立の政権を樹立するに至った。ムハンマドはアッバース朝からイフシードの称号を授けられたので、この政権をイフシード朝と呼ぶ。イフシード朝は黒人やテュルク系マムルークからなる奴隷軍人を集めて兵力を増強し、ファーティマ朝の侵攻を退けてエジプトの支配を安定させた。さらにシリアに勢力を広げて北シリアのアレッポを奪ったハムダーン朝と争い、パレスチナからダマスカスにかけての南シリアを確保した。
946年、ムハンマドが死ぬとその子孫が相次いでエジプトの支配者の地位を引き継いだが、いずれもムハンマドほどの実力を持たず、実権はその後20年以上にわたって宮廷の黒人宦官カーフールが握った。イフシード朝はエジプトと南シリアの領土を保つことはできたが、968年にカーフールが死ぬと一挙に王朝の弱体化があらわとなり、イフシード朝は内部から崩壊した。翌年、ファーティマ朝の将軍ジャウハルが大軍とともに到来すると、全エジプトは国をあげてほとんど抵抗することなく降伏し、イフシード朝は滅んだ。